# Vidre opalí

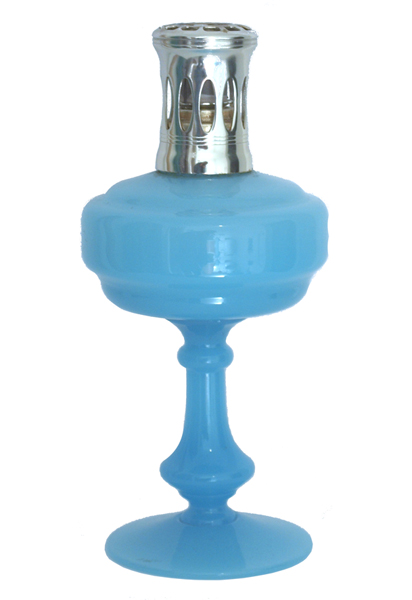
Llum Berger Opaline-bleue, 1978

Per vidre opalí (o opalina) s'entén un vidre lletós, que pot ser blanc o de color, i es fa transparent o opac amb la incorporació, durant la barreja, de fosfats o òxids particulars. També pot tenir reflexos de l'iris.
Per fer el vidre opalí s'afegeixen substàncies opacificants, com: el fosfat de sodi, el clorur de sodi, el fosfat de calci, el clorur de calci, l'òxid d'estany i l'òxid de talc. D'aquesta manera el vidre pot prendre diferents colors i variar en tons de color, depenent de la quantitat de substància afegida: del blanc al gris, al rosa, al lavanda, al groc daurat, al blau, al blau i al negre.

## Història

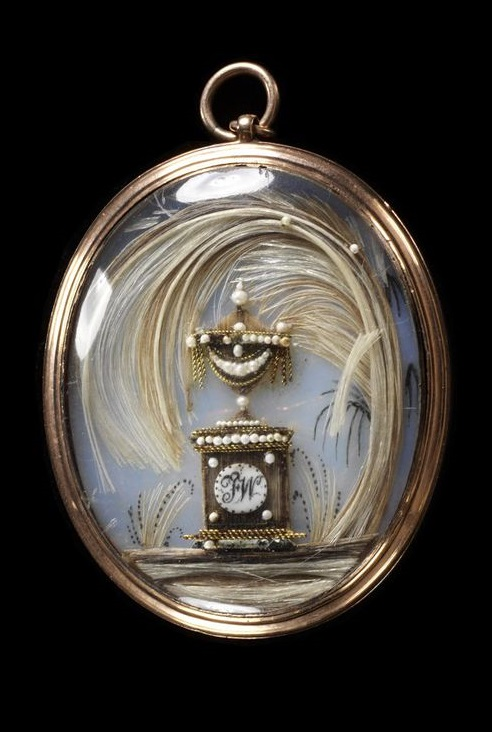
Penjant amb or, cabells, perles i vidre opalí, Anglaterra, 1775-1800

Els primers objectes de vidre opalí es van fabricar a Murano al segle xvi, amb l'addició de fosfat de calci, resultat de la calcinació dels ossos. La tècnica no es va mantenir secreta i es va copiar a Alemanya, on es coneixia aquest vidrecom bein glass (és a dir, vidre d'os). El vidre opalí va ser produït en grans quantitats a França al segle xix i va arribar al cim de la seva difusió i popularitat durant l'imperi de Napoleó III; però les peces fabricades en el període de Napoleó I, que són translúcides, són les més buscades pel mercat d'antiguitats.
Els centres de producció es trobaven a Le Creusot, a Baccarat, a Saint-Louis-lès-Bitche. A Anglaterra es va produir al segle xviii, a Bristol. Des de mitjan segle xix, els objectes de vidre opalí opacs estaven de moda. A la fàbrica de porcellana de Sèvres, es va experimentar una línia de producció de vidre blanc, decorat a mà, que intentava imitar la transparència de la porcellana xinesa.
Amb aquest vidre particular, els objectes d'ús habitual es feien a mà: gerros, bols, tasses, copes, garrafes, ampolles de perfum, caixes, llums. Alguns objectes també estaven decorats amb esmalt en fred amb motius de flors, de paisatges, d'ocells, etc. De vegades s'afegia un suport de bronze o plata als gerros de vidre opalí. La fàbrica francesa de Portieux Vallerysthal va introduir al mercat objectes de vidre opalí d'un color blau clar. Algunes peces tenen una decoració amb or pur o esmalts policromats i, de vegades, estan equipades amb suports o frontisses de bronze daurat (plaques, gots i copes, caixes, llums, ampolles, aranyes). El color blau del vidre s'inspira en el color de l'ou del Pit-roig americà. El vidre opalí també s'ha utilitzat per a algunes làmpades fabricades per Fontana-Arte a Milà.